# Девін Гарріс

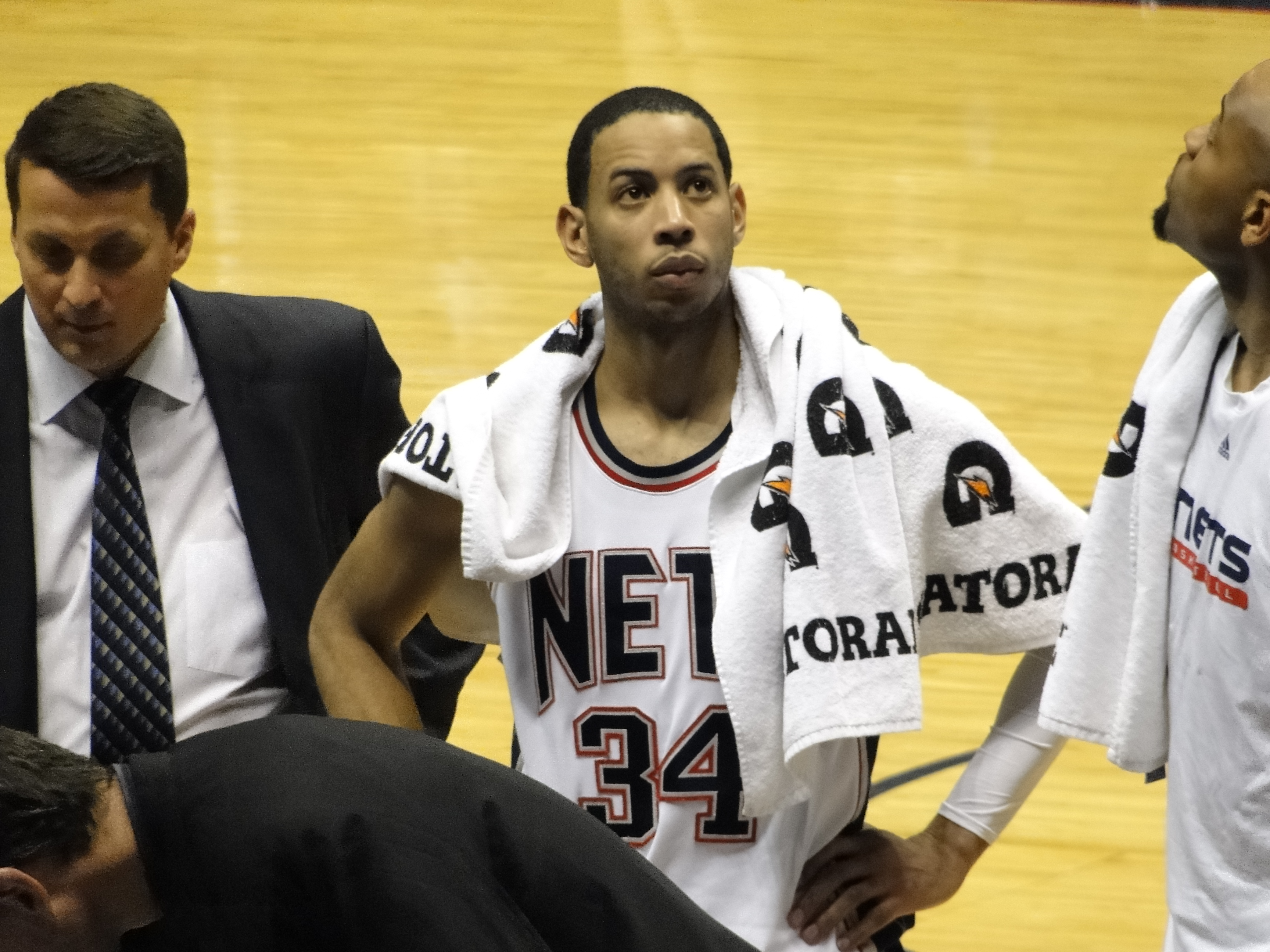
Девін Гарріс у складі «Нетс»

Девін Гарріс (англ. Devin Harris; нар. 27 лютого 1983) — американський професійний баскетболіст, захисник.

## Кар'єра у НБА
Нельсон був обраний на драфті 2004 під 5 загальним номером клубом «Вашингтон Візардс». Його одразу ж обміняли у «Даллас Маверікс».
У листопаді 2004 Девіна було визнано новачком місяця. За підсумками сезону Гарріс посів друге місце в НБА за середньою кількістю перехоплень за 48 хвилин на майданчику.
У сезоні 2005-06 Гарріс показав значне покращення результатів. Він завершив сезон із середньою результативністю 9.9 очок за гру. Девін взяв участь лише у 56 іграх регулярної першості у цьому сезоні — через травму він пропустив завершення регулярної першості.
У сезоні 2006-07 Гарріс ще трохи підвищив свою середню результативність — до 10.2 очок за гру.
У сезоні 2007-08 Гарріс став гравцем стартової п'ятірки. Він взяв участь у 80 іграх регулярної першості, у 61 із них виходив у стартовій п'ятірці. У цьому сезоні команда встановила власний рекорд — 67 перемог у регулярній першості. Але у плей-оф «Маверікс» виступили не так вдало — команда програла вже у першому раунді.
19 лютого 2008 Гарріс перейшов у «Нью-Джерсі Нетс». 7 листопада 2008 він встановив особистий рекорд результативності — 38 очок за гру. 30 листопада 2008 Девін покращив цей результат — 47 очок за гру. У 2009 Гарріс вперше став учасником матчу всіх зірок НБА.
23 лютого 2011 Гарріс перейшов у «Джаз».

### Статистика кар'єри в НБА

#### Регулярний сезон
| Сезон            | Команда          | GP  | GS  | MPG  | FG%  | 3P%  | FT%  | RPG | APG | SPG | BPG | PPG  |
| ---------------- | ---------------- | --- | --- | ---- | ---- | ---- | ---- | --- | --- | --- | --- | ---- |
| 2004–05          | Даллас Маверікс  | 76  | 19  | 15.4 | .429 | .336 | .757 | 1.3 | 2.2 | 1.0 | .3  | 5.7  |
| 2005–06          | Даллас Маверікс  | 56  | 4   | 22.8 | .469 | .238 | .716 | 2.2 | 3.2 | .9  | .3  | 9.9  |
| 2006–07          | Даллас Маверікс  | 80  | 61  | 26.0 | .492 | .280 | .824 | 2.5 | 3.7 | 1.2 | .3  | 10.2 |
| 2007–08          | Даллас Маверікс  | 39  | 39  | 30.4 | .483 | .357 | .821 | 2.3 | 5.3 | 1.4 | .1  | 14.4 |
| 2007–08          | Нью-Джерсі Нетс  | 25  | 22  | 33.5 | .438 | .320 | .829 | 3.3 | 6.5 | 1.4 | .3  | 15.4 |
| 2008–09          | Нью-Джерсі Нетс  | 69  | 69  | 36.1 | .438 | .291 | .820 | 3.3 | 6.9 | 1.7 | .2  | 21.3 |
| 2009–10          | Нью-Джерсі Нетс  | 64  | 61  | 34.7 | .403 | .276 | .798 | 3.2 | 6.6 | 1.2 | .3  | 16.9 |
| 2010–11          | Нью-Джерсі Нетс  | 54  | 54  | 31.9 | .425 | .300 | .840 | 2.4 | 7.6 | 1.1 | .1  | 15.0 |
| 2010–11          | Юта Джаз         | 17  | 16  | 31.2 | .413 | .357 | .811 | 2.4 | 5.4 | .8  | .1  | 15.8 |
| 2011–12          | Юта Джаз         | 63  | 63  | 27.6 | .445 | .362 | .746 | 1.8 | 5.0 | 1.0 | .2  | 11.3 |
| 2012–13          | Атланта Гокс     | 58  | 34  | 24.5 | .438 | .335 | .727 | 2.0 | 3.4 | 1.1 | .2  | 9.9  |
| 2013–14          | Даллас Маверікс  | 40  | 0   | 20.5 | .378 | .307 | .800 | 2.1 | 4.5 | .7  | .1  | 7.9  |
| 2014–15          | Даллас Маверікс  | 76  | 3   | 22.2 | .418 | .357 | .815 | 1.8 | 3.1 | 1.0 | .2  | 8.8  |
| 2015–16          | Даллас Маверікс  | 64  | 0   | 20.0 | .447 | .329 | .721 | 2.2 | 1.8 | .9  | .2  | 7.6  |
| Кар'єра          | Кар'єра          | 781 | 445 | 26.2 | .437 | .324 | .794 | 2.3 | 4.4 | 1.1 | .2  | 11.7 |
| Матчі всіх зірок | Матчі всіх зірок | 1   | 0   | 17.0 | .500 | .000 | .000 | 1.0 | .0  | .0  | .0  | 6.0  |

#### Плей-оф
| Сезон   | Команда         | GP | GS | MPG  | FG%  | 3P%  | FT%  | RPG | APG | SPG | BPG | PPG  |
| ------- | --------------- | -- | -- | ---- | ---- | ---- | ---- | --- | --- | --- | --- | ---- |
| 2005    | Даллас Маверікс | 9  | 0  | 8.9  | .438 | .333 | .667 | 1.2 | 1.2 | .4  | .1  | 2.4  |
| 2006    | Даллас Маверікс | 23 | 15 | 24.3 | .480 | .000 | .703 | 1.7 | 2.2 | .8  | .1  | 9.4  |
| 2007    | Даллас Маверікс | 6  | 6  | 27.2 | .492 | .300 | .737 | 2.0 | 5.0 | 1.0 | .2  | 13.2 |
| 2012    | Юта Джаз        | 4  | 4  | 30.0 | .396 | .267 | .714 | 1.5 | 3.8 | .8  | .5  | 13.0 |
| 2013    | Атланта Гокс    | 6  | 6  | 37.5 | .365 | .200 | .680 | 2.8 | 3.7 | 1.7 | .2  | 11.3 |
| 2014    | Даллас Маверікс | 7  | 0  | 25.1 | .470 | .440 | .875 | 2.4 | 3.9 | .3  | .3  | 11.4 |
| 2015    | Даллас Маверікс | 4  | 0  | 18.5 | .348 | .000 | .889 | 2.0 | 1.0 | .5  | .0  | 6.0  |
| 2016    | Даллас Маверікс | 5  | 0  | 24.2 | .500 | .308 | .500 | 2.8 | 1.6 | .6  | .0  | 7.8  |
| Кар'єра | Кар'єра         | 64 | 31 | 23.7 | .450 | .257 | .708 | 1.9 | 2.6 | .8  | .2  | 9.1  |